# プリンセス東京
プリンセス東京（プリンセスとうきょう）は、東京都および周辺の関東地方に住む女性を対象としたミスコンテスト。

## 経緯・概要
プリンセスの東京版である。プリカン全国展開の一環として2011年より開催された。。

## 表彰項目
公募で集まったエントリー者の中からグランプリ他各賞を選出。
- グランプリ
- 準グランプリ
- 特別賞
- PV賞
- スポンサー賞

## 過去出場者
- 齊藤遥陽（2013年グランプリ）[2]
- 梶原史帆（2013年準グランプリ、Facebook賞、PV賞）
- 光希沙織（2012年グランプリ）[3]
- 中澤志保（2012年準グランプリ）
- 木村祐貴（2012年特別賞）
- 福井まどか（2012年PV賞）
- 松尾佳弥（2011年グランプリ）
- 紫野ふみえ（2011年準グランプリ、PV賞）
- 内海香織（2011年特別賞）
- 菅野真央（2011年スポンサー賞）